# Auxilium Pallacanestro Torino 1986-1987
La Auxilium nel 1986-1987, sponsorizzata Berloni, ha giocato in Serie A1.

## Roster
|    | Naz.                   | Ruolo | Sportivo            | Anno | Alt. | Peso | Note |
| -- | ---------------------- | ----- | ------------------- | ---- | ---- | ---- | ---- |
| 4  | Italia (bandiera)      | G     | Giampiero Savio     | 1959 | 195  | 96   |      |
| 5  | Italia (bandiera)      | G     | Stefano Vidili      | 1968 | 188  | 83   |      |
| 6  | Italia (bandiera)      |       | Oscar Boarolo       | 1966 |      |      |      |
| 8  | Italia (bandiera)      | P     | Carlo Della Valle   | 1962 | 197  |      |      |
| 9  | Italia (bandiera)      | AC    | Davide Pessina      | 1968 | 206  | 109  | .    |
| 10 | Italia (bandiera)      |       | Flavio Tiberti      | 1966 |      |      |      |
| 11 | Italia (bandiera)      | C     | Renzo Vecchiato     | 1955 | 207  | 115  |      |
| 12 | Stati Uniti (bandiera) | AP    | Peter Thibeaux      | 1961 | 191  |      |      |
| 13 | Italia (bandiera)      | AG    | Riccardo Morandotti | 1965 | 200  | 110  |      |
| 14 | Stati Uniti (bandiera) | AG    | Bill Garnett        | 1960 | 206  | 102  |      |
| 15 | Italia (bandiera)      |       | Andrea Grossi       | 1969 |      |      |      |

## Risultati
- Serie A1:
- stagione regolare: 11ª classificata;
- Coppa Italia: sedicesimi
- Coppa Koraç: quarti di finale